# بيت النهاري (الخبت)

تعديل مصدري - تعديل

بيت النهاري هي إحدى قرى عزلة الواسطة بمديرية الخبت التابعة لمحافظة المحويت، بلغ تعداد سكانها 248 نسمة حسب تعداد اليمن لعام 2004.